# My Way
My Way, ursprungligen Comme d'habitude, är en sång komponerad av Jacques Revaux och Claude François 1967. Den engelska texten skrevs av Paul Anka 1968 och var inte en översättning av det franska originalet, vars text skrevs av Claude François och Gilles Thibaut. 

## Om sången
Sången är framför allt känd genom framföranden av Frank Sinatra och Elvis Presley. Den engelska texten till My Way skrevs av Paul Anka som inte översatte originalet utan gjorde en helt egen text. Anka var på semesterresa i Paris, hörde låten och tänkte direkt på Sinatra. Ankas eget skivbolag ifrågasatte detta och ville att han skulle göra den själv. Paul Anka lär ha svarat: "Nej, det är inte jag som skall göra den här, jag har en kille som skall göra den ...". 
Frank Sinatras version av låten låg 75 veckor på brittiska singellistans topp 40 från april 1969 till september 1971, vilket är rekord för längst tid på listan.
Som kuriosa kan nämnas att David Bowie skrev en engelsk version av låten före Paul Anka, då med titeln Even a Fool Learns to Love. Denna version användes dock aldrig. 
My Way är en populär karaokesång.
Peter Himmelstrand skrev en svensk text, Min egen väg, som sjungits in av bland andra Jan Malmsjö och Gunnar Wiklund.

## Inspelningar
My way har spelats in av ett flertal sångare, förutom av Sinatra även bland annat av Elvis Presley, Sex Pistols, Nina Simone, Shirley Bassey, Vikingarna och Gipsy Kings.